# Slow Attack
Slow Attack è il terzo album in studio da solista del cantante britannico Brett Anderson, pubblicato nel 2009.

## Tracce
Tutte le tracce sono state scritte da Brett Anderson e Leo Abrahams, eccetto dove indicato.
1. Hymn – 3:36
2. Wheatfields (Anderson) – 4:06
3. The Hunted – 4:01
4. Frozen Roads – 4:34
5. Summer – 3:24
6. Pretty Widows – 4:06
7. The Swans – 4:39
8. Ashes of Us – 4:41
9. Scarecrows and Lilacs – 4:29
10. Julian's Eyes – 3:46
11. Leave Me Sleeping (Anderson) – 3:18